# Platería mapuche
La platería mapuche (mapuche rütran, en mapudungun) constituye uno de los aspectos más representativos y perdurables del patrimonio cultural tangible del pueblo mapuche.

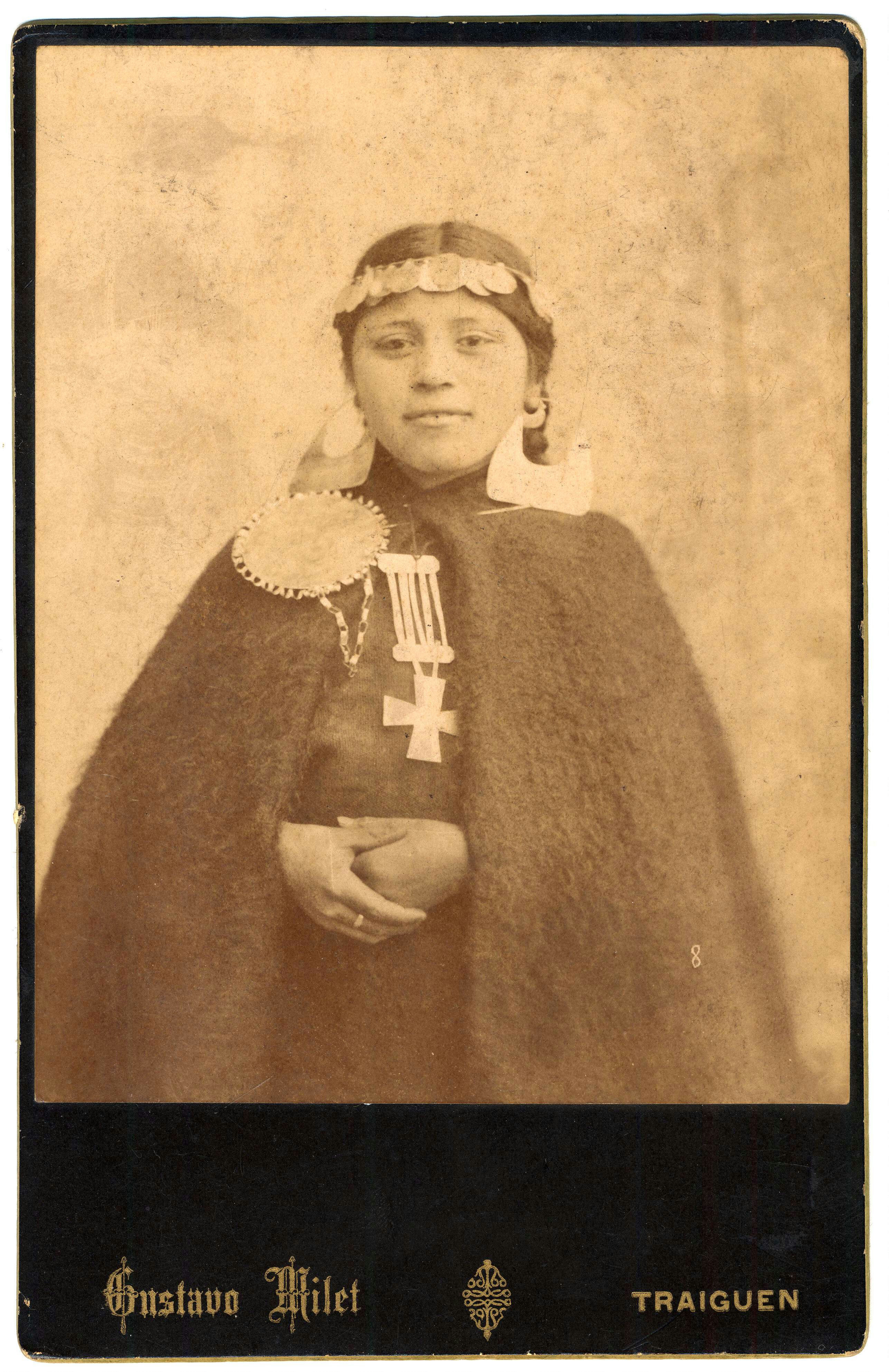
Joven mapuche luciendo sobre sus cabellos un trarilonco, chaway de gran tamaño en sus orejas, con un sikill sobre el pecho y un tupu sujetando su manto.

## Historia

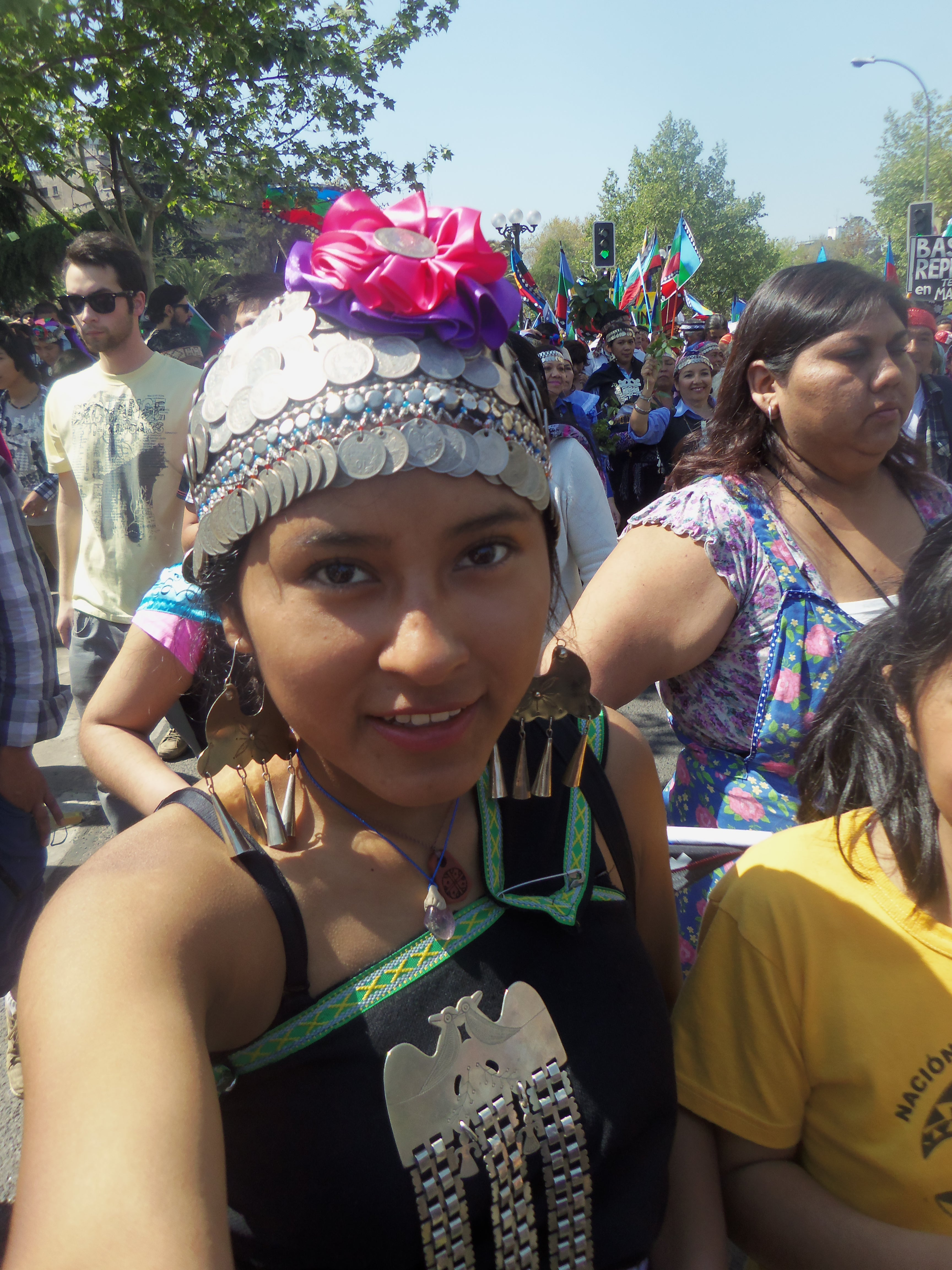
Joven luciendo sobre sus cabellos un trarilonco tradicional (octubre de 2013).

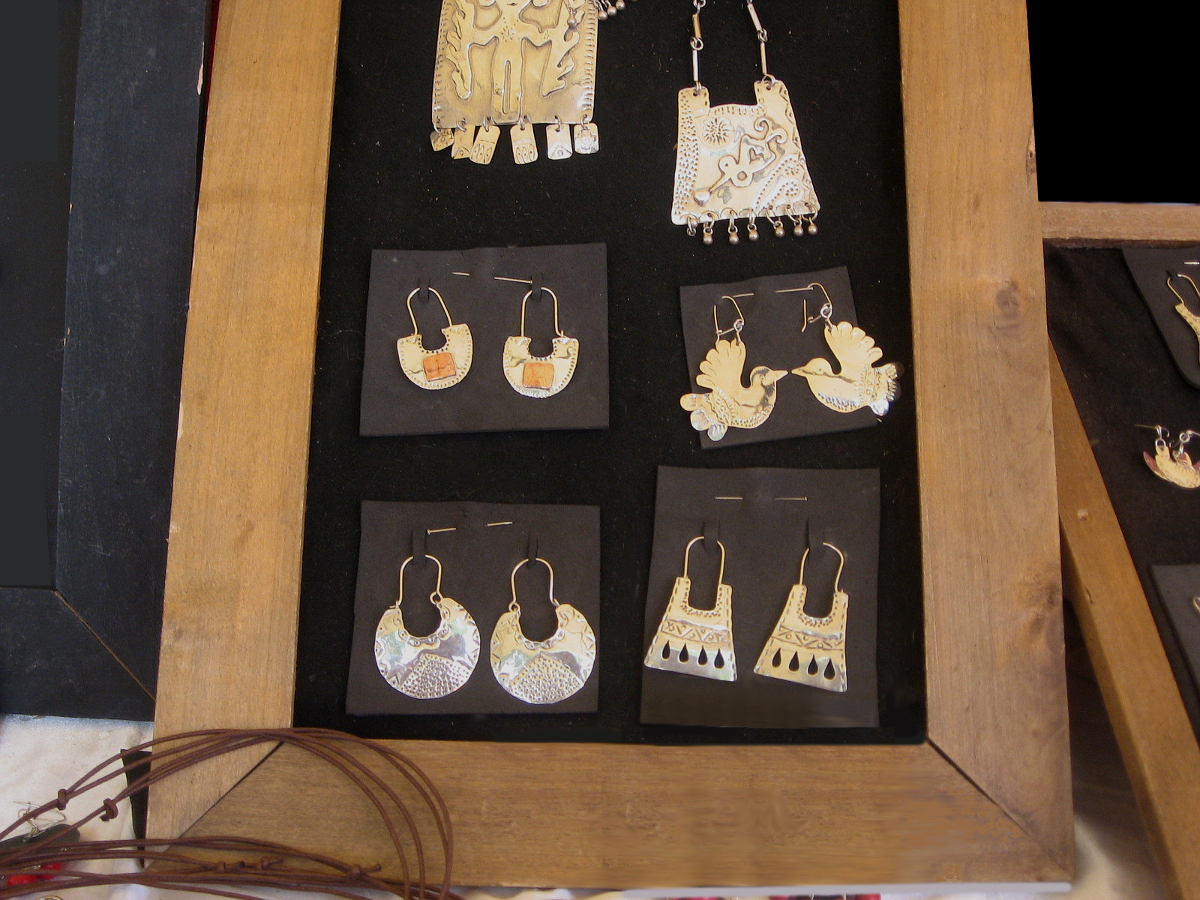
Zarcillos (Chaway) inspirados en diseños de la platería tradicional mapuche, exhibidos en un puesto callejero en Buenos Aires (diciembre de 2017).

El pueblo mapuche, al igual que otros pueblos andinos, conocía las técnicas para el trabajo con metales desde la época prehispánica. Hallazgos arqueológicos y relatos de los primeros cronistas dan cuenta de diversos adornos metálicos, como aros, collares o alfileres, usados por hombres y mujeres.
Hacia fines del siglo XVIII se consolidó en la zona de La Frontera, en torno al río Biobío, un espacio de interacción e intercambios comerciales entre españoles y mapuches. Estos últimos entregaban principalmente ganado vacuno y caballar y recibían en pago de los españoles mercancías varias y monedas de plata. El metálico así obtenido no se utilizaba como instrumento de intercambio, sino que era la materia prima para la elaboración de joyas y adornos destinados a las mujeres y ornamentos para los arreos de los caballos de monta. Los objetos de platería se produjeron en gran escala y eran considerados un indicio de gran jerarquía dentro de la estructura social mapuche.
Entre 1840 y 1870 la difusión de los ornamentos de plata llegó a reemplazar a los anteriores adornos caracterizados por los trabajos con cuentas de colores o chaquiras. El desarrollo de la platería alcanzó su punto máximo hacia finales del siglo XIX.
Los procesos históricos conocidos como Conquista del Desierto en Argentina y Pacificación de la Araucanía en Chile, culminados hacia 1879 y 1883 respectivamente, significaron para el pueblo mapuche una profunda modificación de su modo de vida, debido a la pérdida casi total de sus territorios y a la muerte, el cautiverio y el desarraigo de miles de mapuches. Las pérdidas humanas, materiales y simbólicas fueron la causa de la declinación prácticamente irreversible de varias prácticas culturales, entre ellas, los trabajos de platería.
Con el paso de las décadas, los orfebres (rütrafe) orientaron su trabajo a la creación de piezas de joyería que reproducen, en menor escala, los diseños y decoraciones tradicionales. Otras piezas frecuentes en el pasado, como algunos elementos domésticos o las piezas destinadas a enjaezar las cabalgaduras dejaron de realizarse.
Los conocimientos y las técnicas relacionadas con la platería mapuche se conservan hasta la actualidad, como un modo artístico de expresión y como una continuidad de su propia cosmovisión.

## Piezas destacadas

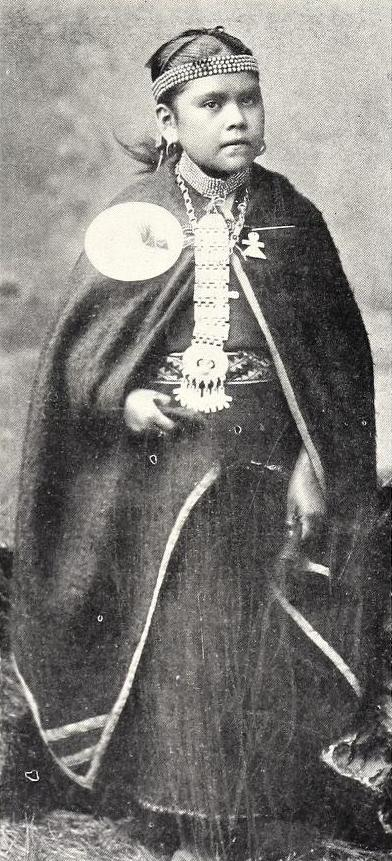
Niña mapuche luciendo un tupu de gran tamaño que sostiene un sikill sobre su pecho.

### Joyas
Las joyas y ornamentos personales son parte importante del ajuar de las mujeres. Se colocan en general en la cabeza, el cuello o sobre el pecho. En muchos casos forman parte del arreglo de los cabellos. Son mucho menos significativas las joyas destinadas a las manos, como anillos o brazaletes. Algunos de los tipos más representativos son:
- Chaway o chawaytu: Zarcillos, pueden tener decoraciones o colgantes, en cuyo caso se llaman nüynüyel chawaytu.

- Chapüll (chaway) o upül (chaway): Zarcillos cuadrangulares, frecuentemente con forma trapezoidal y pueden alcanzar gran tamaño. Algunos llegaban a ser tan pesados que no eran utilizables en la vida cotidiana y para llevarlos se colgaban del trarilonco.

- Sikill: Pectoral elaborado con varias placas unidas por eslabones gruesos, con decoración calada cruciforme y colgantes.
- Trapelakucha: Similar al sikill, de mayor longitud, finaliza con una placa cruciforme.
- Külkay: Cadena de plata que cruza el pecho, sostenida por tupus y en ocasiones con colgantes.
- Llüfllüf: Pequeñas semiesferas de plata o cupulitas utilizadas para cubrir completamente piezas de tejido o cuero suave.
- Trarilonco (Trarilongko): Cadena plana articulada que se ubica rodeando la cabeza, a la altura de la frente, a modo de diadema. De ella cuelgan discos o monedas de plata.
- Tiatol: Prendedor o broche calado o tallado, en ocasiones con figuras antropomórficas y colgantes.
- Trarükug o trarükugwe: Pulsera o brazalete, con la variante Chakira trarükugwe para las pulseras con chaquiras
- Iwüḻkug: Anillo o sortija, en ocasiones también se nombran con el hispanismo sortika.

### Arreos y armas
La platería tradicional mapuche incluye una serie de piezas destinadas a los caballos de monta, entre ellas estribos y espuelas, frenos y elementos decorativos para riendas, correas y cabezadas. En el libro que reúne los recuerdos de su vida, Pascual Coña describe:

Los hombres casi no llevaban sobre si prendas de plata. Solamente los caciques antiguos ceñían a veces su cabeza con un aro de plata. Pero todos los hombres ponían su orgullo en el arreglo de sus cabalgaduras. Tenían espuelas y estribos de pura plata y adornos de plata en las aciones; además cabezadas ataviadas de plata, provistas de colgantes del mismo metal. También tenían incrustaciones de plata en las barbadas y adornados los bocados en ambos lados con unos discos de plata. Las riendas eran  targeadas con plata. Así relumbraban sus caballos, cuando se dirigían a sus reuniones festivas; todos estos adornos eran obra de los joyeros indígenas.

Los hombres de mayor rango en la estructura social mapuche solían utilizar adornos de plata en sus armas y accesorios. En la obra «Diez años en Araucanía, 1889-1899», Gustave Verniory relata:

Los hombres adornan también con ornamentos de plata los correajes de sus caballos, sus lanzas, sus huascas, los mangos de sus cuchillos. Le atribuyen gran valor a estas baratijas. Son para ellos títulos de nobleza. Marcan el estado social, el rango o el grado de riqueza de aquel que los lleva, y por consiguiente son el derecho al respeto de sus semejantes.

### Otros objetos de platería tradicional
- Walicho: Pequeñas figuras con representaciones masculinas o femeninas, presumiblemente utilizadas como colgantes a modo de amuletos.
- Katawe o ponson (punzón): Alfiler largo y firme utilizado para sujetar los mantos u otras piezas de la vestimenta. El extremo es una esfera creada a partir de la unión de dos discos de plata, previamente martillados para obtener semiesferas. Suelen tener decoración en la línea de unión y en ocasiones asociado algún colgante. La longitud es variada y el tamaño de la esfera es proporcional al largo total de la pieza.
- Ngütrowe: Cintas para las trenzas a las que podían añadír piezas colgantes largas (killkill) o cortas ('trolol).
- Tupu: Alfiler grande, similar al katawe, terminado en un disco plano. En algunos casos, se utiliza como prendedor para sostener piezas de joyería que por su diseño no disponen de elemento de sujeción. El uso de esta joya y su nombre son de origen incaico, pero su confección en plata es tardía en el pueblo mapuche.
- Iwe: Taza o escudilla utilizada para beber en ocasiones especiales.
- Kitra de plata: Pipa realizada en plata, sumamente decorada.

## Simbología
Los motivos tradicionales incluyen, además de grecas y otras formas abstractas, diseños zoomorfos y antropomorfos. Algunos diseños evocan especies vegetales como el copihue, representado repetidamente en los colgantes cónicos, el chilco y el canelo, árbol sagrado en la cultura mapuche. Algunos autores señalan que las representaciones florales guardan relación con la edad y el estado civil de la mujer: los capullos cerrados corresponden a las niñas o jóvenes solteras y las flores abiertas a las mujeres casadas o de mayor edad.

Son muy frecuentes las representaciones de aves, tanto en decoraciones grabadas o buriladas como en pequeños colgantes macizos. Las aves, especialmente los cóndores, son parte importante de la simbología mapuche y están presentes en varias historias y relatos, como mensajeros del bien y del mal. Otras aves más pequeñas, como tórtolas o colibríes, aparecen en ciertas piezas representando a la mujer y al hombre respectivamente.
Algunos trabajos de investigación interpretan los frecuentes motivos geométricos de un modo biunívoco, asignando significados a las formas: el círculo representa el firmamento, el cuadrado representa la tierra, la cruz simétrica representa los cuatro puntos cardinales, y otros símbolos o formas representan objetos terrestres o celestes y las estaciones del año, por ejemplo.
El pueblo mapuche vincula la plata con la luna. lo femenino, el bien, la salud, la protección, los antepasados y la fuerza. El cuerpo de la mujer, a través de las joyas tradicionales, es uno de los espacio donde se despliegan los simbolismos y los significados de la cosmovisión del pueblo mapuche. Las joyas marcan o señalan momentos importantes en la vida de una mujer. Por ejemplo, durante la ceremonia del katan pilun, —conservada en algunas comunidades—, se realiza la perforación de los lóbulos de las orejas de una niña, la colocación de sus primeros chaway y la imposición de su nombre.
En el plano espiritual, las joyas utilizadas en la cabeza o sobre el pecho durante las ceremonias religiosas, —como los trariloncos y trapelacuchas por ejemplo—, pueden representar un elemento protector en una instancia ritual donde el objetivo es el contacto con lo sobrenatural. Según algunas personas, pueden simbolizar la bondad y falta de malicia del corazón y la cabeza de la mujer que las porta, y preservar y proteger su energía y concentración.
Las joyas utilizadas durante las ceremonias religiosas tradicionales o en otros momentos importantes suelen pasar de madres a hijas. A diferencia de estas, en ocasiones, los adornos de uso cotidiano, —típicamente los anillos—, se dejan en las manos de las mujeres cuando mueren y son enterrados con ellas.

## Técnicas
Las piezas se obtienen en muchos casos a partir de diversos elementos individuales, creados con distintas técnicas y combinados en el armado final.
Muchos de los elementos se obtienen a partir de la laminación de monedas de plata mediante martillado. De este modo se obtienen láminas o placas que luego se cortan, calan y decoran, por ejemplo para la creación de chaway. Estas láminas también son la base de los pequeños conos campaniformes o los tubos típicos de los arreos ecuestres.
Las piezas tridimensionales, aún las de pequeño volumen, se realizan a partir de la fundición de las monedas o trozos de plata en un crisol que el mismo platero construye. Paralelamente, en dos marcos de madera cerrados se coloca una pasta húmeda de tierra gredosa, que al llegar a la consistencia adecuada servirá para que en ella se impriman en negativo las formas de un molde. El molde puede ser una pieza ya terminada que se desea reproducir o bien una pieza nueva, creada en madera, estaño o algún otro material que permita ser tallado con cuchillo. Ambos cajones se unen y se realiza el vaciado, colando la plata fundida por un orificio creado a ese efecto. Una vez que el metal se ha enfriado, se separan los marcos y se retocan los detalles.

Según la descripción de Pascual Coña:

Los plateros hacían pequeños crisoles de piedra ücu y los templaban en el fuego. Adentro de esos vasos se echaban puñados de pesos y chauchas de plata y los asentaban sobre el carbón encendido de la forja. [...] El vaso se acaloraba hasta ponerse candente y la plata del crisol se fundía. También arreglaban dos cajoncitos que contenían arena. Esa arena era el material para modelar. [...] En ella modelaban cualquier artefacto que querían fabricar.

La creación de ciertas piezas, como el adorno para la cabeza en ocasiones llamado lloven o nitruhue (ngütrowe), requiere la aplicación de varias técnicas. El rütrafe corta pequeñas piezas circulares de una lámina delgada de plata, luego mediante percusión con un instrumento fino pero no agudo obtiene semiesferas, llamadas "cupulitas". Estas pequeñas piezas se alinean una a continuación de otra sobre una faja o cinta de tejido o cuero suave, y se unen a esta y entre sí mediante una técnica de costura que deja invisibles los hilos. Las cupulitas recubren así la totalidad de la superficie de la cinta. Se estima que se requieren un millar de cupulitas para la elaboración de una pieza de tamaño normal.

## Colecciones
La Universidad de Chile posee numerosas piezas de platería mapuche de gran valor. Este patrimonio proviene de la adquisición de la Colección Pedro Doyharçabal, reunida a lo largo de 30 años a partir de 1893 y la Colección Brunet, donada por la autora Marta Brunet.
El Museo Chileno de Arte Precolombino conserva la rica Colección Walter Reccius, que consta de centenares de piezas representativas de la cultura mapuche, entre ellas un gran número de piezas de platería, reunidas en Valdivia durante las primeras décadas del s. XX. Asimismo, el Museo Mapuche de Cañete alberga una importante colección de piezas de plata de esta cultura.
La existencia de estas colecciones y otras similares, reunidas por particulares en un período de unas pocas décadas entre fines del s. XIX y principios del s. XX, es un indicador del proceso de declinación económica y social del pueblo mapuche.